# ЗІС-151
ЗИС-151 — вантажний автомобіль підвищеної прохідності, що виготовлявся на Московському автомобільному заводі імені Сталіна у 1948—1958 рр.

## Історія

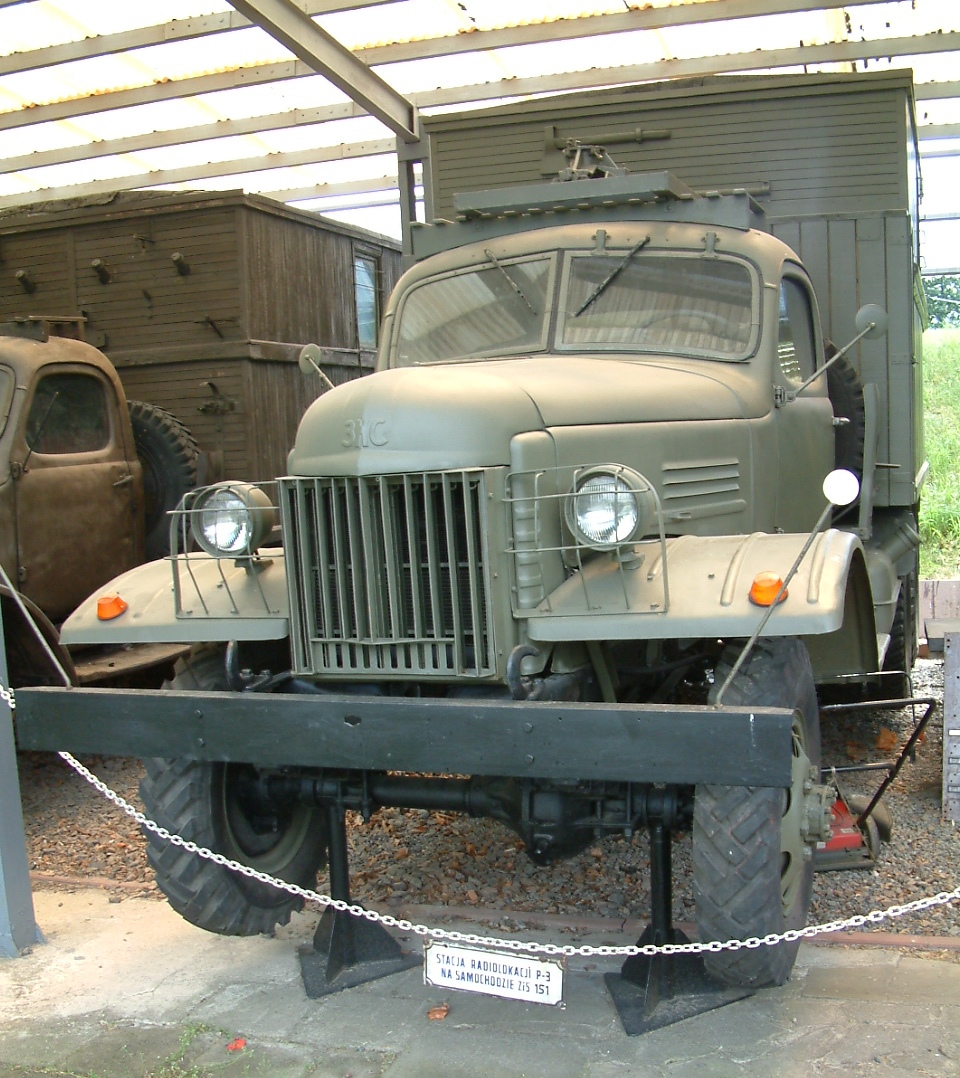
ЗІС-151

В автомобілі ЗІС-151 використані вузли та агрегати радянського післявоєнного автомобіля ЗІС-150. Спочатку пропонувалося випускати двовісний повнопривідний варіант ЗІС-150 — авто ЗІС-150П.Проте потім все ж було вирішено випускати тривісний автомобіль.
Перші пробні моделі мали капот, крила і кабіну аналогічні авто ЗІС-150. Серійна автівка дістала нове зручніше для автомобіля підвищеної прохідності оформлення. Перші випуски авто (до 1949 року) мали дерев'яну (штампована фанера) кабіну. Наступні випуски (після 1949 року) мали вже сталеву кабіну, проте вона була дещо менших розмірів. Авто випускалося з квітня 1948 року по 1958 рік Московським автомобільним заводом імені Сталіна (сьогодні ЗІЛ).

## Модифікації
- ЗІС-151А — авто з лебідкою на базі ЗІС-151.

На базі ЗІС-151 було створено цілий ряд бойових автомобілів
- БМ-14 — бойова машина реактивної артилерії
- БМ-20 — бойова машина реактивної артилерії
- БМ-24 — бойова машина реактивної артилерії
- БТР-152 — бронетранспортер.